# Cinchonine
La cinchonine est un alcaloïde de formule C19H22N2O utilisé en synthèse asymétrique en chimie organique. C'est un diastéréoisomère de la cinchonidine.